# Palais Albéniz

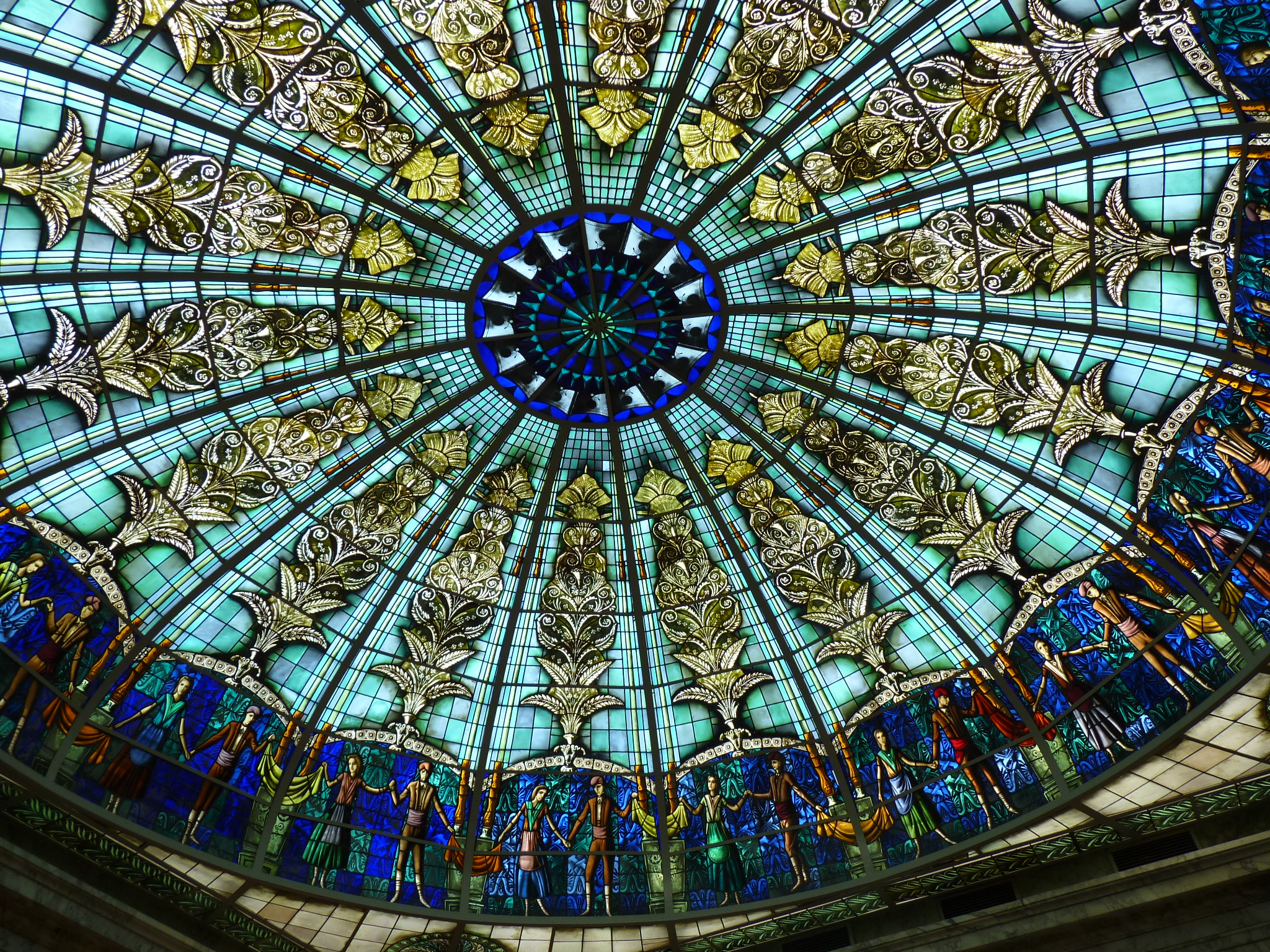
Dôme avec vitrail

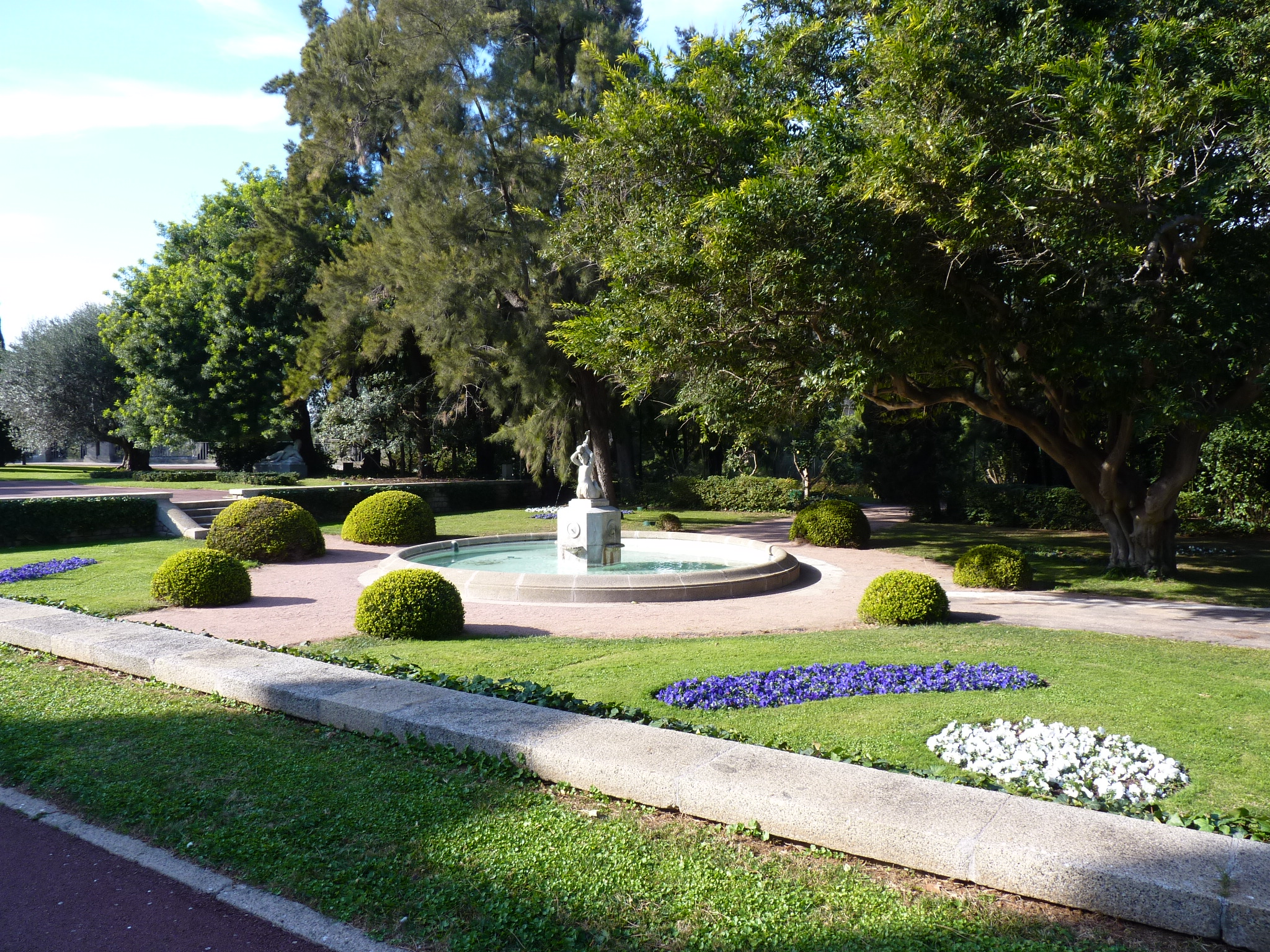
Jardin

Le palais Albéniz (en espagnol : Palacete Albéniz ; en catalan : Palauet Albéniz), antérieurement connu comme pavillon royal de Montjuic, est un palais situé sur la colline de Montjuïc, à Barcelone. Il est actuellement la résidence officielle du roi d'Espagne lors de ses visites à la ville.
Depuis sa construction il a été adapté à ses différentes fonctions : d'abord, comme lieu de représentation de la monarchie espagnole pendant l'Exposition internationale de Barcelone de 1929 et, ensuite, comme logement de personnalités célèbres. Il fait actuellement office de résidence officielle de la famille royale espagnole lors de ses séjours officiels en Catalogne. Le palais est entouré par les jardins de Joan Maragall, d'une superficie de 3,6 hectares.

## Histoire

### Pendant l'Exposition
Il a été bâti à l'occasion de l'Exposition internationale de Barcelone de 1929. Contrairement à la croyance populaire, le bâtiment n'a pas servi de résidence royale, mais a hébergé la représentation de la maison royale espagnole. La famille royale l'a utilisé comme lieu de repos, pour les collations et le thé, ainsi que pour recevoir les hôtes illustres qui visitaient l'exposition,. Pendant l'exposition, les souverains résidaient au palais royal de Pedralbes, récemment construit.
La création du pavillon a été confiée à l'architecte de la maison royale, Juan Moya. Il l'a édifié en pierres et briques, et son style était censé refléter les goûts des Bourbons et l'esthétique des sites royaux madrilènes.
L'inauguration officielle, en présence du roi Alphonse XIII, de la reine Victoria Eugenia, des infantes et autres autorités, a eu lieu le 5 octobre 1929.

### Après l'Exposition
En 1930, l'exposition achevé, il y a eu le projet d'implanter dans le palais le Musée de la Musique de Barcelone. Le projet ne s'est pas réalisé mais la Junte des Musées a proposé la réalisation et placement d'un buste en l'honneur du musicien, compositeur et pianiste catalan Isaac Albéniz. La Mairie a donné son approbation et depuis lors le Pavillon Royal de Montjuic est connu sous le nom de Palais Albéniz.
Après être resté fermé et inoccupé pendant la Deuxième République et la Guerre civile, en 1952, l'hôtel particulier a servi de logement au cardinal Angelo Dell'Acqua. En 1957, le maire José María de Porcioles a décidé convertir l'édifice en lieu d'hébergement pour des visiteurs illustres, parmi lesquels le prince Constantin de Grèce, Richard Nixon, William Tubman, Habib Bourguiba, le cardinal Tisserant ou Christian Pineau.
De 1965 à 1970, la mairie de Barcelone a décidé de remodeler et d'agrandir l'hôtel particulier. Avec l'ajout de deux nouvelles ailes, l'ancien pavillon de forme quadrangulaire est passé à son plan en forme de T majuscule.
La rénovation a aussi compris la création d'un dôme avec des peintures de Salvador Dalí évoquant la culture et la ville et d'un autre avec un vitrail de Carlos Muñoz de Pablos. La démolition des proches palais des Missions et palais d'Art moderne, a également permis l'agrandissement des jardins, qui ont reçu le nom de jardins de Joan Maragall en honneur au poète catalan. Le nouveau bâtiment a été inauguré par le général Franco le 23 juin 1970.
Les premiers hôtes du palais remodelé ont été les princes Juan Carlos de Borbón et Sophie de Grèce en février 1971, lesquels, après leur accession au trône en 1975, ont préféré utiliser le palais Albéniz comme résidence officielle dans la ville plutôt que le Palais Royal de Pedralbes,,.

## Galerie

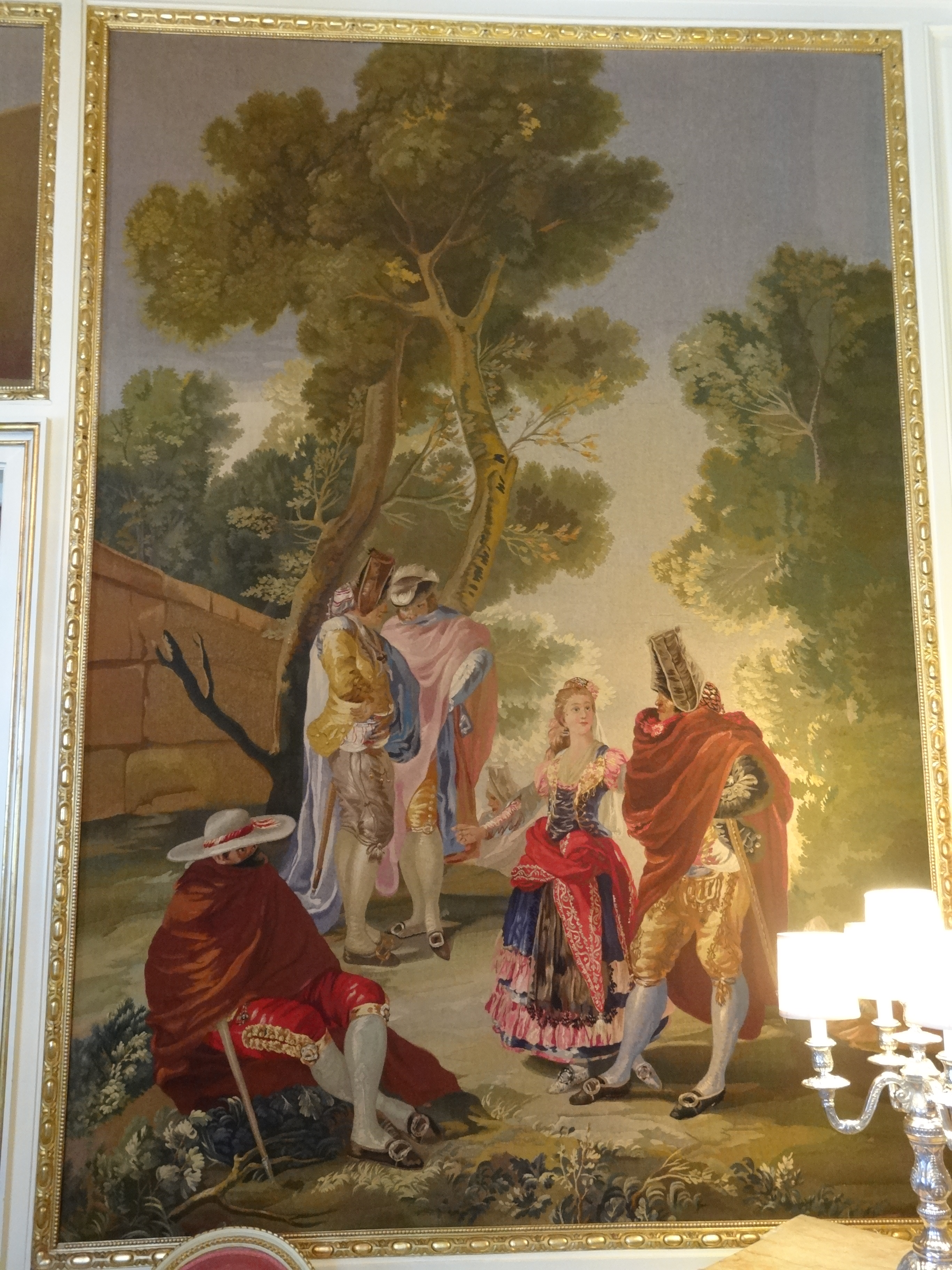
Salon Goya (ou Salon des Tapisseries)
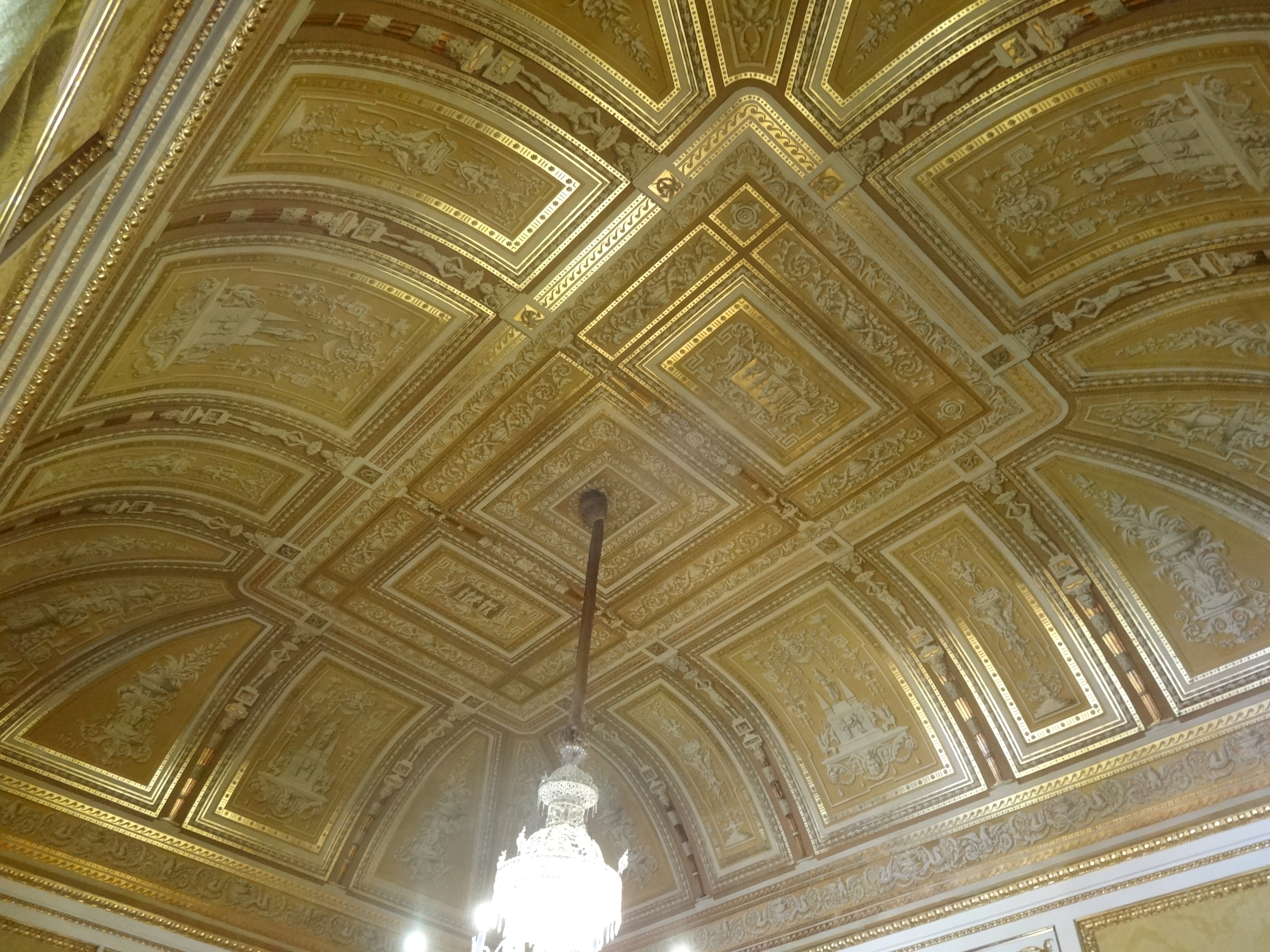
Salon Jaune ou Ramón Casas
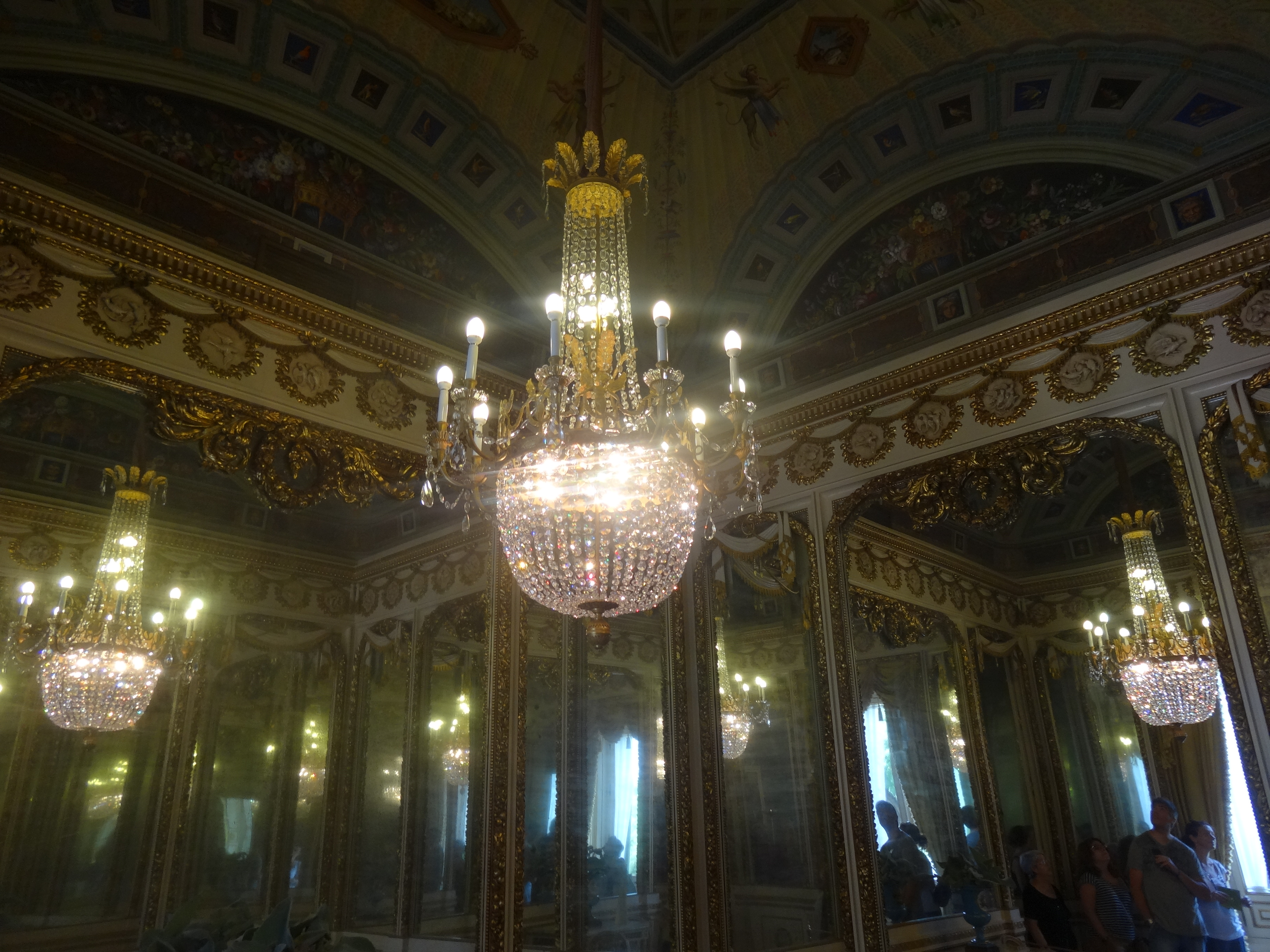
Salon des Miroirs
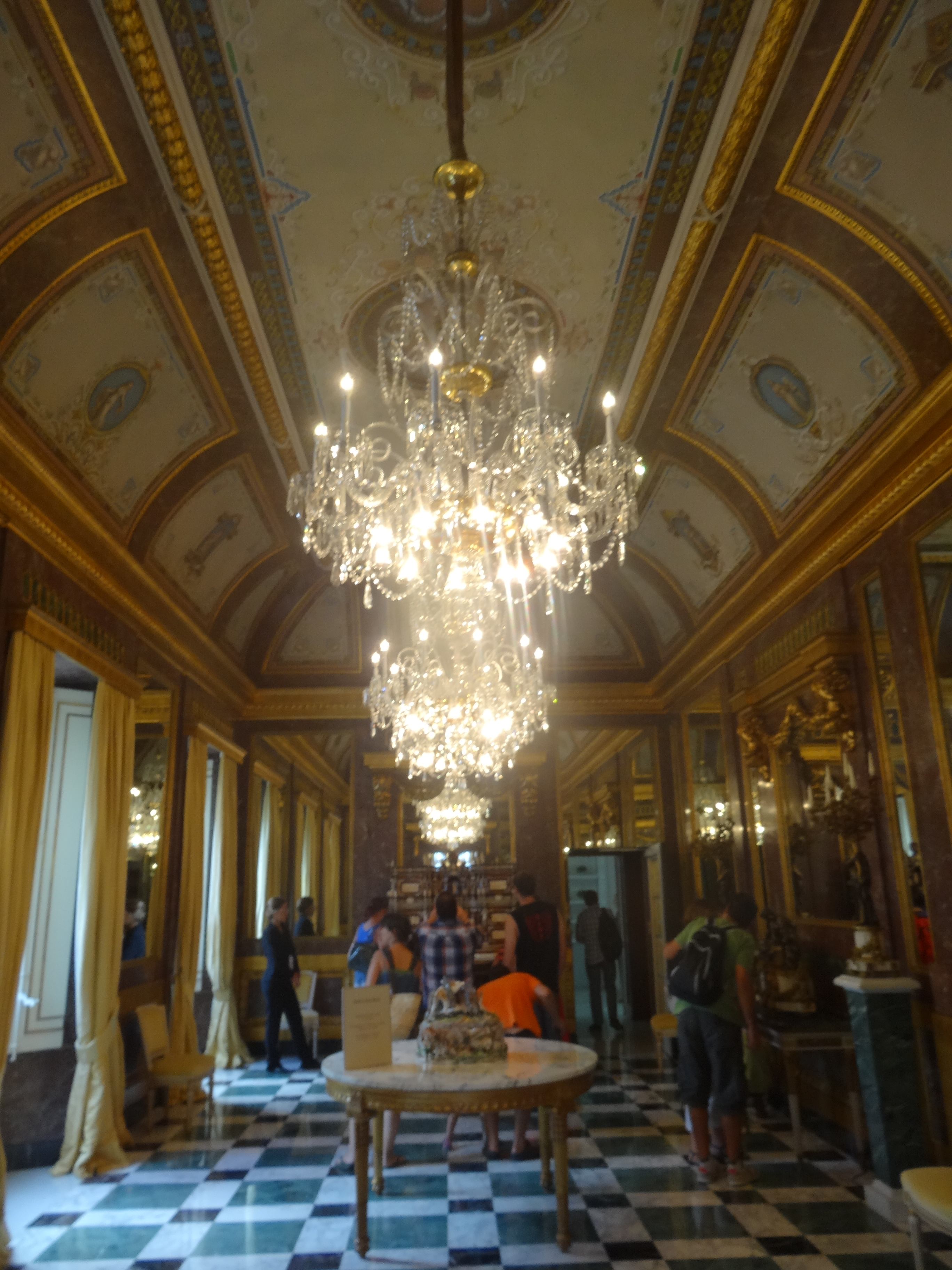
Salon Doré
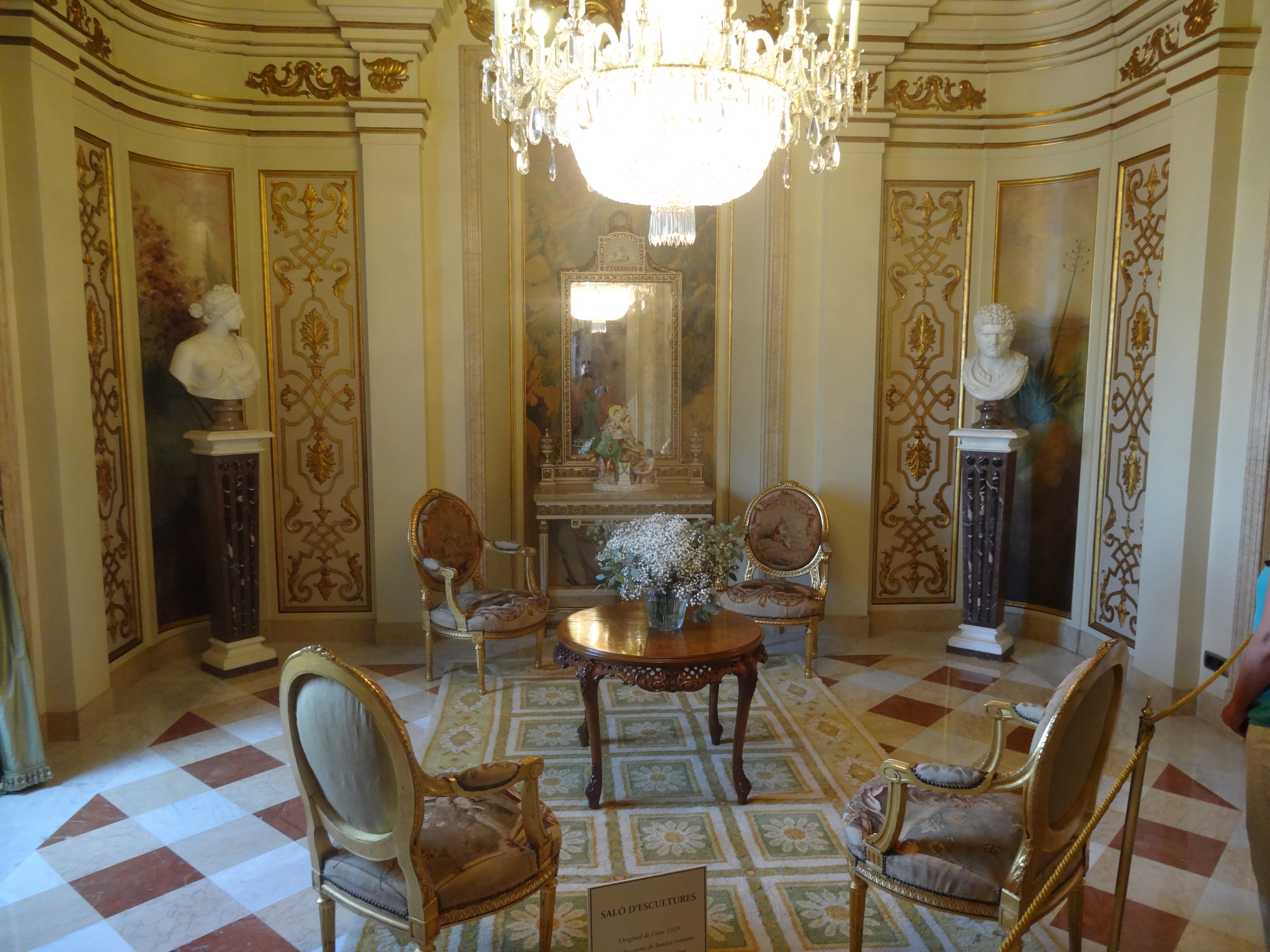
Salon des Bustes
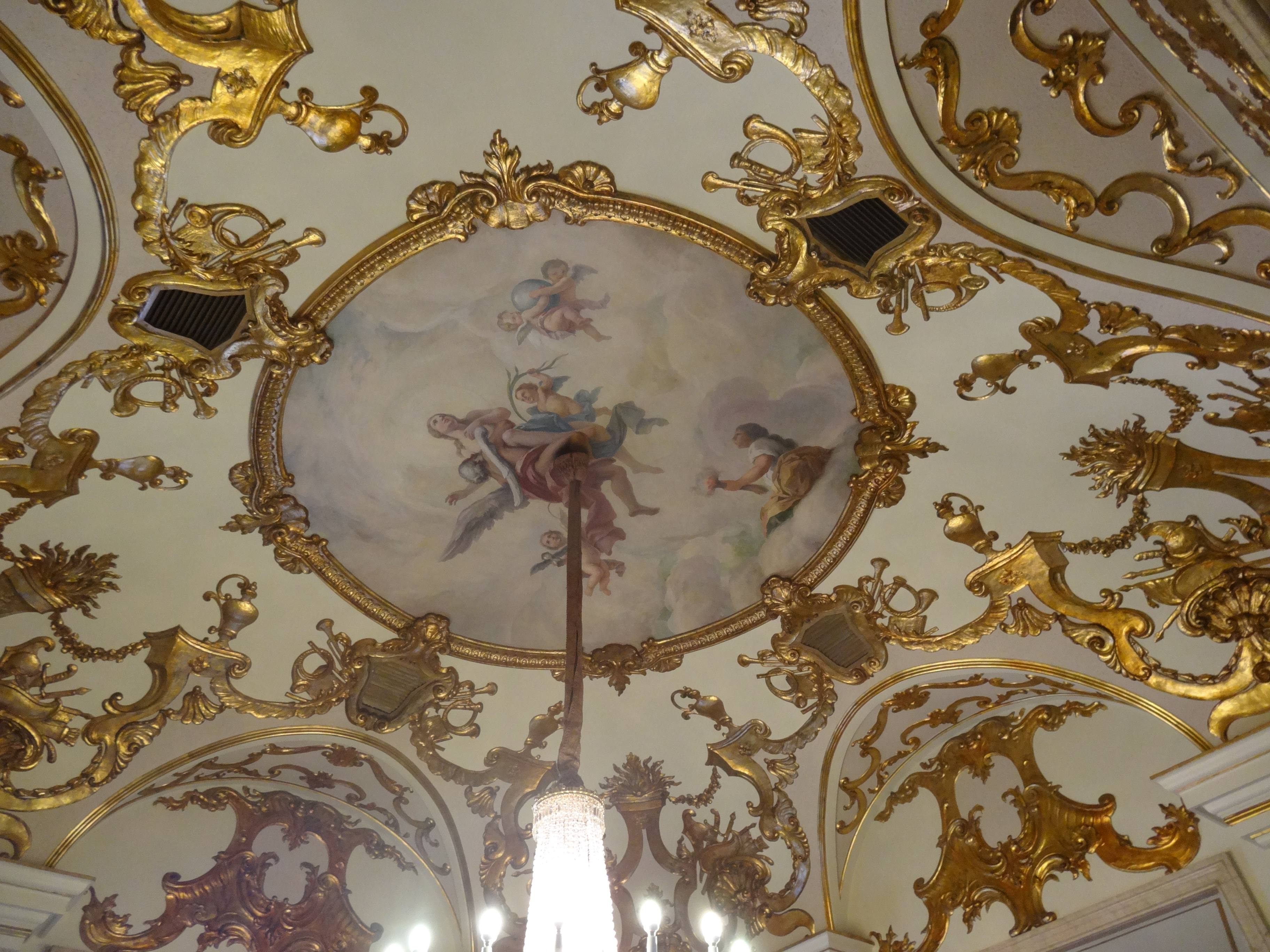
Détail du salon des Bustes